# Edmund FitzAlan
Sir Edmund FitzAlan (* um 1327; † nach 1377) war ein englischer Ritter.
Edmund FitzAlan entstammte der anglonormannischen Familie FitzAlan. Er war der älteste Sohn von Richard FitzAlan, 10. Earl of Arundel, und von dessen ersten Frau Isabel le Despenser. Die Heirat seiner Eltern sollte das Bündnis zwischen den Familien FitzAlan und Despenser festigen, doch seine beiden Großväter wurden nach dem Sturz von König Eduard II. 1326 als Verräter hingerichtet. Nachdem sein Vater die Gunst von König Eduard III. gewonnen hatte, war seine Ehe mit Isabel politisch wertlos. Mit Unterstützung des Königs erreichte er 1344 die Annullierung seiner Ehe durch Papst Clemens VI. Während seine Mutter noch einige Güter als Abfindung erhielt, wurden Edmund und seine Geschwister für unehelich erklärt. Damit wurde der siebzehnjährige Edmund enterbt, wogegen er beständig, aber erfolglos protestierte.
Edmund wurde 1352 zum Knight Bachelor geschlagen. Vor Juli 1349 hatte er Sibyl Montagu, eine Tochter von William Montagu, 1. Earl of Salisbury und von dessen Frau Catherine Grandison geheiratet. Mit ihr hatte er mindestens drei Kinder:
- Elizabeth (auch Alice) FitzAlan († 1385/1386), ⚭ (1) Sir Leonard Carew (1342–1369), ⚭ (2) Sir John de Meriet († 1391);
- Mary FitzAlan († 1396), ⚭ John Lestrange, 4. Baron Strange of Blackmere;
- Philippa FitzAlan (1352–1399), ⚭ (1) Sir Richard Cergeaux († 1393), ⚭ (2) John Cornewall, 1. Baron Fanhope.

Von Edmunds späteren Leben ist wenig bekannt, auch sein Todesjahr ist unbekannt.